# Klepteromimus
Klepteromimus is een geslacht van kevers uit de familie van de loopkevers (Carabidae). De wetenschappelijke naam van het geslacht is voor het eerst geldig gepubliceerd in 1898 door Peringuey.

## Soorten
Het geslacht Klepteromimus is monotypisch en omvat slechts de volgende soort:
- Klepteromimus ornatus Peringuey, 1899